# Champs (Orne)
Champs település Franciaországban, Orne megyében. Lakosainak száma 80 fő (2018. január 1.). Champs Bubertré, Lignerolles, Sainte-Céronne-lès-Mortagne és Saint-Hilaire-le-Châtel községekkel határos.

## Népesség
A település népességének változása:
| Lakosok száma | 171  | 150  | 109  | 119  | 115  | 109  | 106  | 83   | 80   | 80   |
|               | 1962 | 1968 | 1975 | 1982 | 1990 | 2008 | 2013 | 2015 | 2017 | 2018 |